# Mirafra rufa
Mirafra rufa là một loài chim trong họ Alaudidae.